# Bummelkasten
Bummelkasten ist eine Berliner Ein-Mann-Band aus dem Kindermusikbereich. Bummelkastens erstes Album Irgendwas Bestimmtes (2017) mit A-cappella-Songs war ein besonderer Erfolg bei der Kritik wie beim Publikum.

## Geschichte
Einziges Mitglied der Band ist Bernhard Lütke, der als Schauspieler zuvor an Comedy-, Film- und Theaterprojekten beteiligt war. Er gehört zu der Berliner Künstlergruppe Karmanoia. Für sein Kindermusikprojekt Bummelkasten erzeugt Lütke sämtliche Instrumente mit seinem Mund und mischt diese auf dem Computer zu einem Klangteppich für seinen Gesang. Bei Liveauftritten arbeitet er auch mit einer Loopstation. Bummelkastens Kunst basiert laut Eigenangabe auf einer „spielerischen Haltung“. Tatsächlich erscheinen die Lieder trotz ihrer zeitlichen Begrenzung auf die handelsübliche Länge von Popsongs wie kleine Theaterstücke: reich an Stimmen und Geräuschen, mit wechselnden Musik- und Gesangsstilen.
Seinen ersten mit Minimalbudget selbstproduzierten Song brachte Bummelkasten 2012 beim Kinderradiosender KiRaKa unter, wo er schnell zum meistgewünschten Lied avancierte. Es folgte das Projekt eines jährlich wiederholten „Adventsbummelkasten“ auf YouTube, welcher ab Ende 2012 zunehmende Aufmerksamkeit auf die Arbeit des A-Cappella-Künstlers zog sowie Singleveröffentlichungen. 2015 wurde das Musikvideo zu der Single Weil ick mich so freue mit dem Goldenen Spatz ausgezeichnet. Bummelkastens Debütalbum Irgendwas Bestimmtes erschien 2017 schließlich im Kinderbuchverlag Oetinger Media zunächst auf CD und als Download und nach hohen Verkaufszahlen zudem als Tonie-Figur. Die dazugehörigen Musikvideos auf YouTube wurden zum Teil millionenfach aufgerufen.
Unlängst tritt Bummelkasten mit seiner Bühnenshow auf überregionalen Musikfestivals wie dem  Juicy Beats, für Das Erste auf der IFA oder eigenständigen Konzerten wie beispielsweise 2019 in der Scala Ludwigsburg auf. Seine Lieder werden im Radio inzwischen bisweilen auch außerhalb des Kinderfunks gespielt.

## Rezeption
Für den Berliner Tagesspiegel werden bei Bummelkasten „neben Reisen in die kindliche Fantasie auch die Unfallzonen zwischen Kinder- und Erwachsenenwelt ausgelotet“ und Erwachsene würden sich ebenso wie Kinder für diese Musik begeistern. Die Süddeutsche Zeitung nennt das Projekt als ein Beispiel für „Kindermusik mit Humor und zeitgemäßem Klang“. Die Welt hebt Bummelkasten in ihrem Artikel „Warum muss Musik für Kinder so schwachsinnig sein?“ als eine „löbliche Ausnahme“ hervor. Dem Radiosender 1/DEUTSCH fiel in einer positiven Besprechung die Abgrenzung schwer, ob es sich bei Bummelkasten tatsächlich um „Kindermusik oder Spaßpop“ handele. Es wird u. a. aufgrund der niedrigen Produktionskosten und ungewöhnlichen Vertriebswege außerdem die Frage aufgeworfen: „sind Bummelkasten nicht Trendsetter einer sich verändernden Musikindustrie?“ Die Neue Osnabrücker Zeitung bemerkte in einer Konzertkritik vom 17. September 2018 eine grenzensprengende Besonderheit des Projekts: „Bummelkasten (…) versteht es, Songs für Kinder zu schreiben und in wechselnden Rollen zu performen, mit denen auch Erwachsene etwas anfangen können. Jenseits von ambitionierter Liedermacherei mit pädagogischem Auftrag, aber auch von stumpfer, inhaltsloser und austauschbarer Partymucke für den Kindergeburtstag, zeigte Bummelkasten, dass es auch einen dritten Weg gibt“. In der Zeitschrift Familie&Co vom November 2017 wurde „seine Stücke“ auf der CD Irgendwas Bestimmtes als „einzigartig und witzig“ eingestuft.

## Diskografie (Auswahl)

### Alben
- 2017: Irgendwas Bestimmtes (Oetinger Media)

### Singles
- 2012: Rolltreppenmax
- 2014: Weil ick mich so freue

### Kompilationen
- 2014: Radio Teddy Hits Vol. 12 (Karussell)
- 2016: Neue Deutsche Kindermusik (Karussell)

## Auszeichnungen
- 2015: Goldener Spatz der Kinderjury in der Kategorie Minis für das Lied und den Videoclip „Weil ick mich so freue“.[5][6]